# Renata Vaca
Renata Vaca, född 26 mars 1999 i  Mexiko, är en mexikansk skådespelare.
Vaca har bland annat medverkat i TV-serierna La reina soy yo år 2019, Rosario Tijeras år 2019 och Dale Gas år 2022. År 2023 kommer hon att medverka i filmen Saw 10.

## Filmografi (i urval)
- 2019: La reina soy yo
- 2019: Rosario Tijeras
- 2022: Dale Gas
- 2023: Saw 10
- 2024 – City of Dreams
- 2025 – Vår tid